# Изосимовское сельское поселение (Мордовия)
Изосимовское се́льское поселе́ние — муниципальное образование в Ковылкинском районе Мордовии Российской Федерации.
Административный центр — село Изосимовка.

## История
Статус и границы сельского поселения установлены Законом Республики Мордовия от 7 февраля 2005 года № 13-З «Об установлении границ муниципальных образований Ковылкинского муниципального района, Ковылкинского муниципального района и наделении их статусом сельского поселения, городского поселения и муниципального района».
Законом Республики Мордовия от 12 марта 2010 года, было упразднено Волгапинское сельское поселение (сельсовет), а его населённые пункты были включены в Изосимовское сельское поселение (сельсовет).

## Население
| 2002 | 2010  | 2012  | 2013 | 2014 | 2015 | 2016 |
| ---- | ----- | ----- | ---- | ---- | ---- | ---- |
| 1290 | ↘1070 | ↘1018 | ↘980 | ↘942 | ↘921 | ↘914 |
| 2017 | 2018  | 2019  | 2020 | 2021 |      |      |
| ↘904 | ↘852  | ↘803  | ↘781 | ↘772 |      |      |

## Состав сельского поселения
| № | Населённый пункт | Тип населённого пункта | Население |
| - | ---------------- | ---------------------- | --------- |
| 1 | Бранчеевка       | деревня                | ↘46       |
| 2 | Волгапино        | село                   | ↘395      |
| 3 | Изосимовка       | село                   | ↘186      |
| 4 | Керетино         | деревня                | ↘103      |
| 5 | Кимляй           | деревня                | ↘21       |
| 6 | Кичатово         | село                   | ↘45       |
| 7 | Новая Сазоновка  | деревня                | ↘0        |
| 8 | Старая Сазоновка | село                   | ↗274      |